# Звучна венечна едноударна съгласна
Звучната венечна едноударна съгласна е вид съгласен звук, използван в някои говорими езици. В Международната фонетична азбука той се отбелязва със символа ɾ. Има сходство с българския звук, обозначаван с „р“, но с едноударно учленение.
Звучната венечна едноударна съгласна се използва в езици като испански (caro, [ˈkaɾo̞]), казахски (бер, [beɾ]), нидерландски (reden, [ˈɾeːdə(n)]), турски (ara, [ˈäɾä]).